# Hiroyuki Nishimoto
Hiroyuki Nishimoto (jap. 西本 裕行, Nishimoto Hiroyuki; * 3. Januar 1927; † 19. April 2015) war ein japanischer Schauspieler und Synchronsprecher.

## Leben
Hiroyuki Nishimoto war Mitglied der Theatertruppe Bungakuza und gründete während dieser Zeit 1963 die Truppe Gekidan Kumo (劇団雲), die bis 1975 aktiv war. Ab 1976 war er Teil von Gekidan Subaru (劇団昴) und spielte Rollen in Werken Shakespeares, sowie Bühnenadaptionen von John Steinbecks Früchte des Zorns oder Shūsaku Endōs Schweigen (Chinmoku).
Daneben hatte er auch kleinere Filmrollen, wie in Die Frau in den Dünen (1964), Kyūketsuki Gokemidoro (1968), Yajūgari (1973), Yajū Shisubeshi (1974), Wagahai wa Neko de aru (1975) oder Shōsetsu Yoshida Gakkō (1980), sowie im Fernsehen wie in Jinjitsu Ichiro (1961), Onna no Sakamichi (1973), Kashin  (1977), Ao ga Chiru (1983–1984), u. a.
Größere Bekanntheit hat seine Stimme in Japan als die des Snufkin in der Zeichentrickserie Mumin (1969–1970), sowie in deren Remake (Shin Mumin) von 1972. Daneben war auch eine Synchronstimme in mehreren Disney-Filmen wie in Alice im Wunderland als Verrückter Hutmacher, Die vielen Abenteuer von Winnie Puuh als Eule, Onkel Remus’ Wunderland als Erzähler oder Robin Hood als Alan A’Dale.
Nishimoto verstarb am 19. April 2015 an einer Aortendissektion und hinterließ seine Frau Akiko.